# Соціальна топологія
Соціальна топологія — частина соціології, яка застосовує топологію для вивчення соціальних об'єктів у соціальному просторі.
Представники сучасних напрямів соціології розглядають спільноти у категоріях поля (концепція динамічного соціального поля), простору, топосу, мережевої теорії.
Введення систем "топосів" дозволяє зняти низку традиційних для соціології проблем, таких, як питання про "соціальні класи", "мультикультуралізм", "політичний фетишізм" та інші.